# Louis Guyand Chiffone
Louis Guiyano Chiffone (sinh ngày 18 tháng 2 năm 1988 ở Mauritius) là một cầu thủ bóng đá người Mauritius hiện tại thi đấu cho Savanne SC ở Mauritian League. Anh cũng thi đấu cho Đội tuyển bóng đá quốc gia Mauritius. Anh có mặt trong đội tuyển Mauritius trong Trò chơi điện tử Giải vô địch bóng đá thế giới 2010 chính thức.